# Односи Србије и Панаме
Односи Србије и Панаме су инострани односи Републике Србије и Републике Панаме.

## Билатерални односи
Дипломатски односи између Србије(ФНРЈ) и Панаме су испостављени 1953. године.

### Економски односи
- У 2020. наш извоз у Панаму износио је 690.000 долара а увоз 601.000 УСД.
- У 2019. извоз из РС износио је 1,97 милион УСД а увоз 611.000 долара.
- У 2018. извоз у Панаму износио је 335.000 долара а увоз 773.000 УСД.[1][2]

### Некадашњи дипломатски представници

#### У Београду
- Вирхило Амит, амбасадор
- Иосе Аурадоу, амбасадор

#### У Панама Ситију
- Емир Хумо, амбасадор, 1988—
- Светислав Вујовић, амбасадор, 1984—1988.
- Анто Топали, амбасадор, 1979—1983.
- Зејнулах Груда, амбасадор, 1975—1979.